# 愛の悲しみ
愛の悲しみ(あいのかなしみ、Liebesleid）は、1905年に出版された、フリッツ・クライスラー作の、ヴァイオリンとピアノのための楽曲。
「愛の喜び」(Liebesfreud) と1対になる曲で、さらに「美しきロスマリン」(Schön Rosmarin) を加えて3部作「ウィーン古典舞曲集」(Alt-Wiener Tanzweisen) とされる。
一見簡単な演奏でありながら、独特の情感を発揮させるなど、ヴァイオリニストには必携の演目である。
イ短調。4分の3拍子。簡単な三部形式。

## Tempo di laendler
レントラーの緩い三拍子に乗って、ヴァイオリンが五度音程の憂いを帯びた旋律を奏でる。低音弦の高音ポジションで高い音を奏でることで渋い効果を上げている。
中間部はイ長調。落ち着いた中にフラジオレットを盛り込むなどヴァイオリンが主体となった技巧的演出を見せる。